# Tegostoma monocerialis
Tegostoma monocerialis là một loài bướm đêm trong họ Crambidae.